# ردواتر، آلبرتا
ردواتر، آلبرتا (به انگلیسی: Redwater, Alberta) یک منطقهٔ مسکونی در کانادا است که در ادمونتون منطقه متروپولیتن آلبرتا واقع شده‌است. ردواتر ۲٬۰۵۳ نفر جمعیت دارد و ۶۲۵ متر بالاتر از سطح دریا واقع شده‌است.